# معر شورین
معر شورین (به عربی: معر شورین) یک روستا در سوریه است که در معره نعمان واقع شده‌است. معر شورین ۷٬۴۸۷ نفر جمعیت دارد.